# František Chyba
František Chyba (20. února 1914 Praha – 13. února 1942 koncentrační tábor Mauthausen) byl za protektorátu aktivní v protiněmeckém domácím odboji. Patřil do skupiny lidí zajišťujících ilegální agenturní rádiové spojení s Londýnem a Moskvou. Jednalo se o skupinu spolupracovníků soustředěných kolem profesora Vladimíra Krajiny a sovětského zpravodajského rezidenta GRU majora letectva RNDr. Josefa Jedličky.

## Život
František Chyba se narodil v Praze 20. února 1914 do rodiny Václava Chyby a jeho ženy Anny Chybové, rozené Bydlové. V době protektorátní byl již ženat s Věrou Chybovou, rozenou Czabkevovou. Manželé Chybovi bydleli v Praze–Radotíně na tehdejší adrese Kollárova 541.
Na jaře 1940 vybudovali podplukovník Josef Balabán, podplukovník Josef Mašín a štábní kapitán Václav Morávek zpravodajskou ústřednu označovanou jako ON + ÚVOD (tj. Obrana národa + Ústřední vedení odboje domácího). Sem plynuly nejrůznější informace vojenského, politického a hospodářského charakteru prakticky z celého území protektorátu. Na tuto ústřednu se počátkem léta 1940 přímo napojila ilegální zpravodajská odbojová skupina Julek. Ta byla řízena sovětským rezidentem GRU majorem letectva RNDr. Josefem Jedličkou a jejími členy byli především bývalí pracovníci Vojenského zeměpisného ústavu (VZÚ) a Památníku národního odboje. Zpravodajské informace získané skupinu Julek poskytoval Josef Jedlička jak představitelům ÚVODu (odtud pak byly dodávány do zahraničního československého ústředí v Londýně) tak i pražské rezidentuře sovětské GRU, odkud byly odesílány do centrály GRU v Moskvě).
Počátkem jara 1941 dostal major RNDr. Josef Jedlička od pražského konzulátu SSSR dvě ilegální krátkovlnné radiové stanice HAR FX 10 americké výroby. Jejich provoz (přesněji: radiové spojení Jedličkovy pražské rezidentury s moskevskou centrálou GRU) zahájil Josef Jedlička koncem června 1941 za pomoci radiotelegrafické skupiny, kterou za tímto účelem sestavil. Obě vysílačky fungovaly v éteru pod krycím označením Jack a Magda.
Šifrování radiových depeší a jejich dešifrování prováděl pracovník Mineralogického oddělení Národního muzea Doc. RNDr. Radim Nováček. Vhodná místa k vysílání jakož i bezpečnost provozu radiových stanic zajišťovali řidič Ludvík Stříbrský a zahradník Jaroslav Toufar. Jedním z operátorů byl i František Chyba, který od července 1941 do září 1941 obsluhoval jednu z těchto vysílacích stanic (tu převzal od Josefa Jedličky) a pomocí ní udržoval radiový kontakt s Moskvou.
V sobotu 9. října 1941 kolem 02:30 nad ránem byl na pražské Letné v konspiračním bytě klempíře Josefa Rozuma zatčen Josef Jedlička. Po zatčení Josefa Jedličky spustilo gestapo další vlnu výslechů, razií a zatýkání a to především těch osob, které byly ve spojení s Radiotelegrafickou skupinou ON – východ a s odbojovou skupinou Julek. Šifrant RNDr. Radim Nováček byl zatčen 10. října 1941; radiový mechanik Jindřich Fröde pak 13. října 1941; radisté František Chyba a Otakar Batlička byli zatčeni 14. října 1941; Jaroslav Toufar, Ludvík Stříbrský a radista Ing. Jaroslav Kleiner byli zatčeni 16. října 1941. Kdy, kde a za jakých okolností byl zatčen elektrotechnik a radista Jiří Řanda, není známo.
František Chyba byl z Malé pevnosti Terezín deportován 6. února 1942 do koncentračního tábora Mauthausen, kde byl v pátek 13. února 1942 popraven.

## Historický dovětek
V pátek dne 13. února 1942 bylo v KT Mauthausen popraveno celkem jedenáct Čechů. Jednalo se o vůbec první takovouto hromadnou popravu Čechů v tomto koncentračním táboře. Všech jedenáct obětí bylo (za značných bolestí) přesně v tříminutových intervalech postupně usmrcováno vpichem benzinové injekce do srdeční krajiny. Jejich těla byla následně zpopelněna v krematoriu uvnitř koncentračního tábora. Jejich popel byl poté vynesen v sudech a nepietně vysypán z náspu do prostoru mimo koncentrační tábor.
Zde je chronologický seznam popravených Čechů:
- 15.10: Radiotelegrafista František Chyba (ve věku 27 let) z Prahy - Radotína; (v knize zemřelých uveden pod pořadovým číslem 101); (vězeňské registrační číslo 5812)
- 15.13: Radiotelegrafista Jindřich Fröde (ve věku 41 let) z Přelouče; (vězeňské registrační číslo 5792)
- 15.16: Otakar Batlička (ve věku 46 let); (v knize zemřelých uveden pod pořadovým číslem 103); (vězeňské registrační číslo 5817)
- 15.19: Zahradník Jaroslav Toufar (ve věku 38 let); (vězeňské registrační číslo 5811)
- 15.22: Klempíř Josef Rozum (ve věku 67 let) z Prahy-Bubenče; (ukrýval profesora Vladimíra Krajinu a majora letectva RNDr. Josefa Jedličku); (v knize zemřelých uveden pod pořadovým číslem 105)
- 15.25: Student Miroslav Prokop (ve věku 21 let) z Prahy - Jinonic; (vězeňské registrační číslo 5798)
- 15.28: Radiotelegrafista Jiří Řanda (ve věku 27 let) z Prahy - Holešovic; (v knize zemřelých uveden pod pořadovým číslem 107)[9]
- 15.31: Ing. Jaroslav Kleiner (ve věku 37 let); (vězeňské registrační číslo 5805)
- 15.34: Antonín Springer (ve věku 31 let) - čalounický mistr v dílnách barrandovských filmových ateliérů; (v knize zemřelých uveden pod pořadovým číslem 109)
- 15.37: Ludvík Stříbrský (ve věku 35 let); (vězeňské registrační číslo 5797)
- 15.40: Univerzitní profesor Radim Nováček (ve věku 36 let); (spolu s profesorem Vladimírem Krajinou vybudoval první fungující radiové spojení s Londýnem); (v knize zemřelých uveden pod pořadovým číslem 111); (vězeňské registrační číslo 5809)

11 obětí v KT Mauthausen (pátek 13. února 1942)
František Chyba
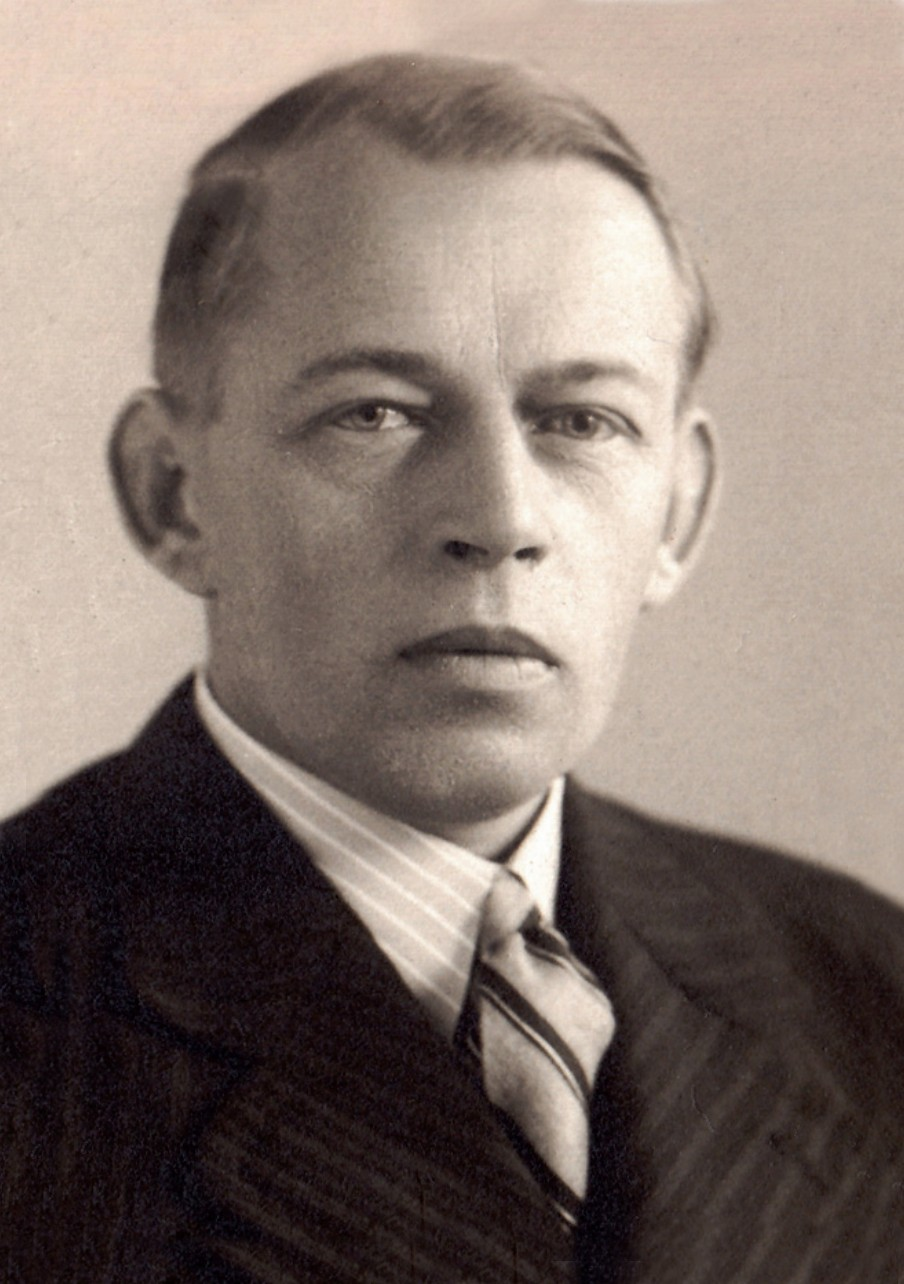
Jindřich Fröde
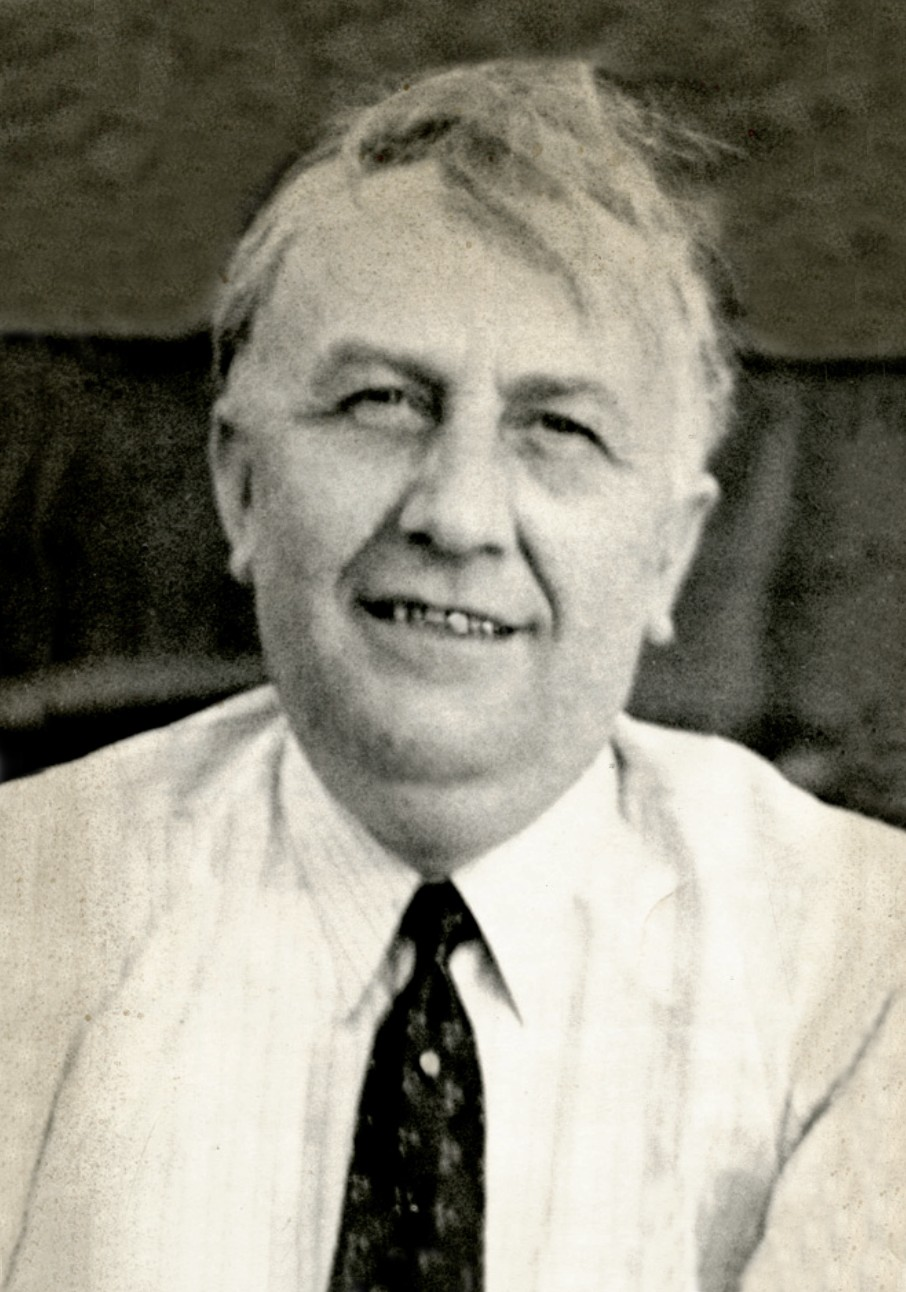
Otakar Batlička
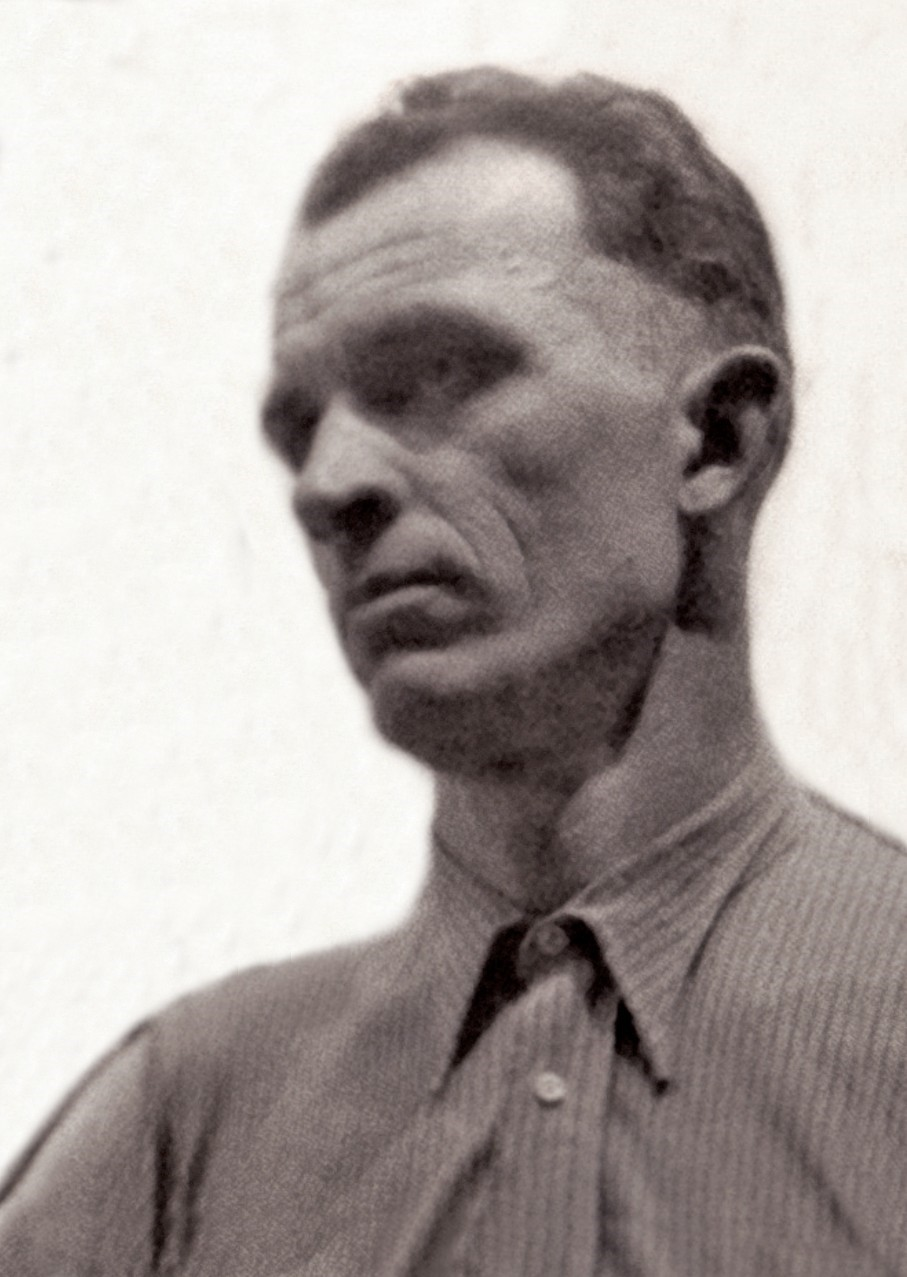
Jaroslav Toufar
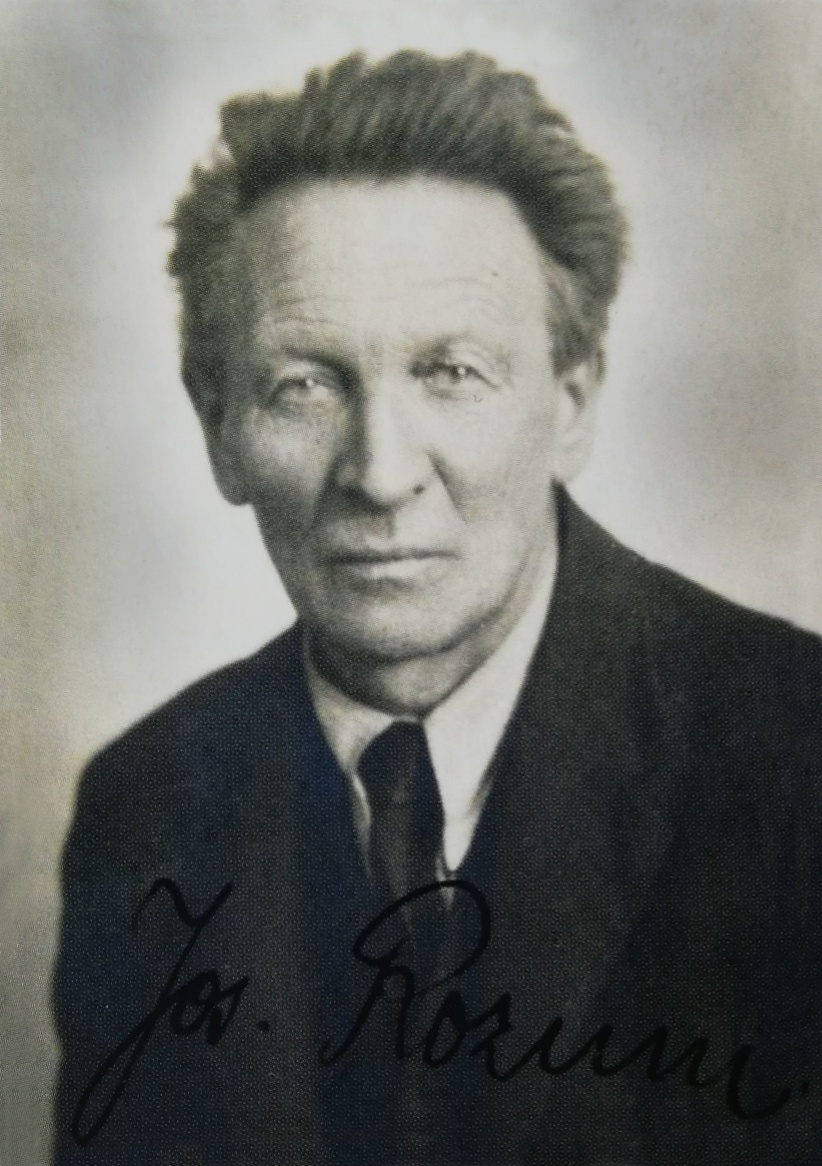
Josef Rozum
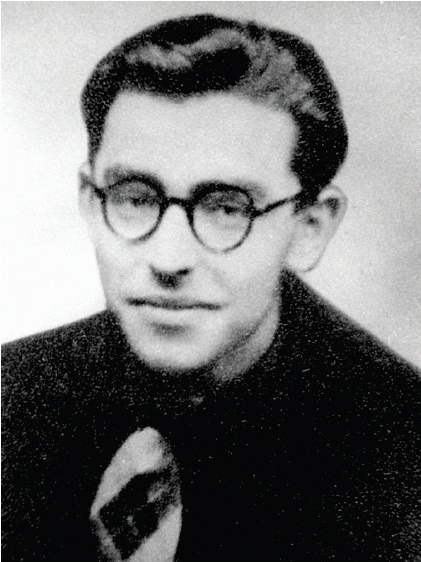
Miroslav Prokop
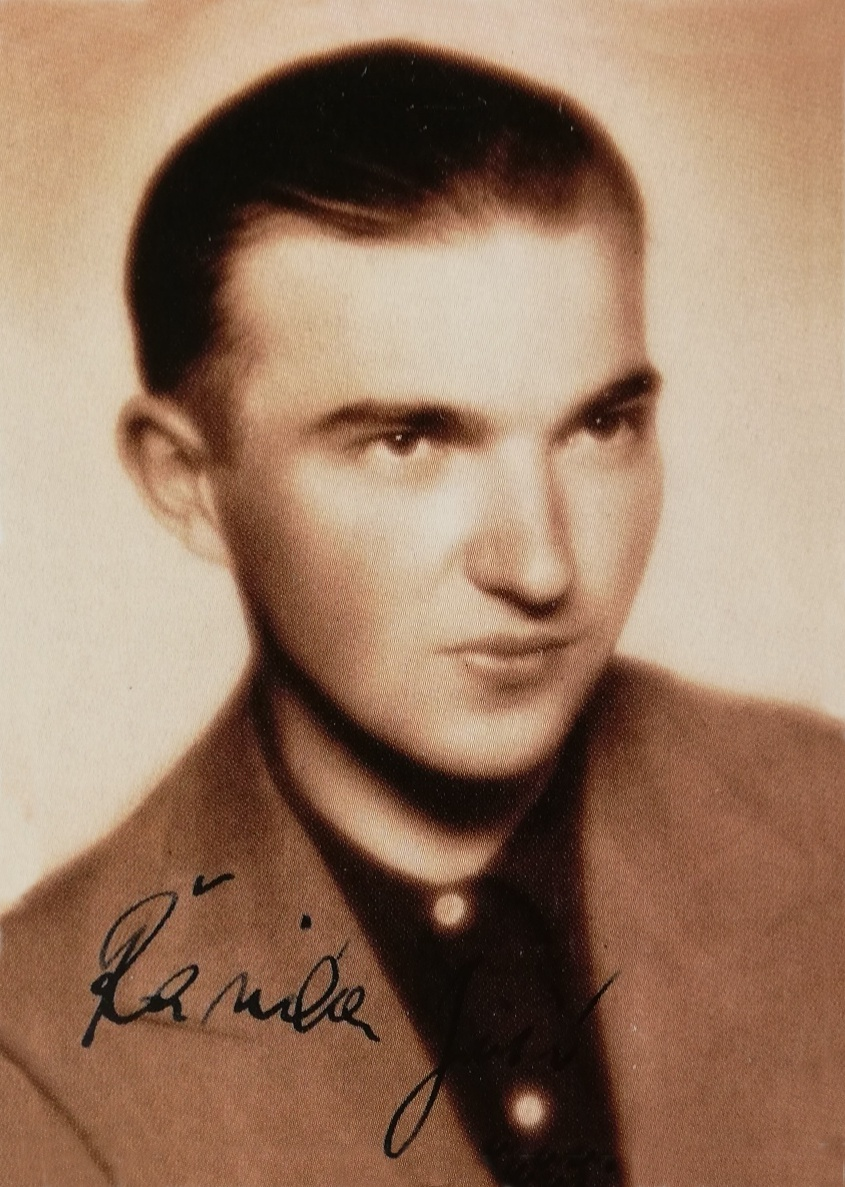
Jiří Řanda
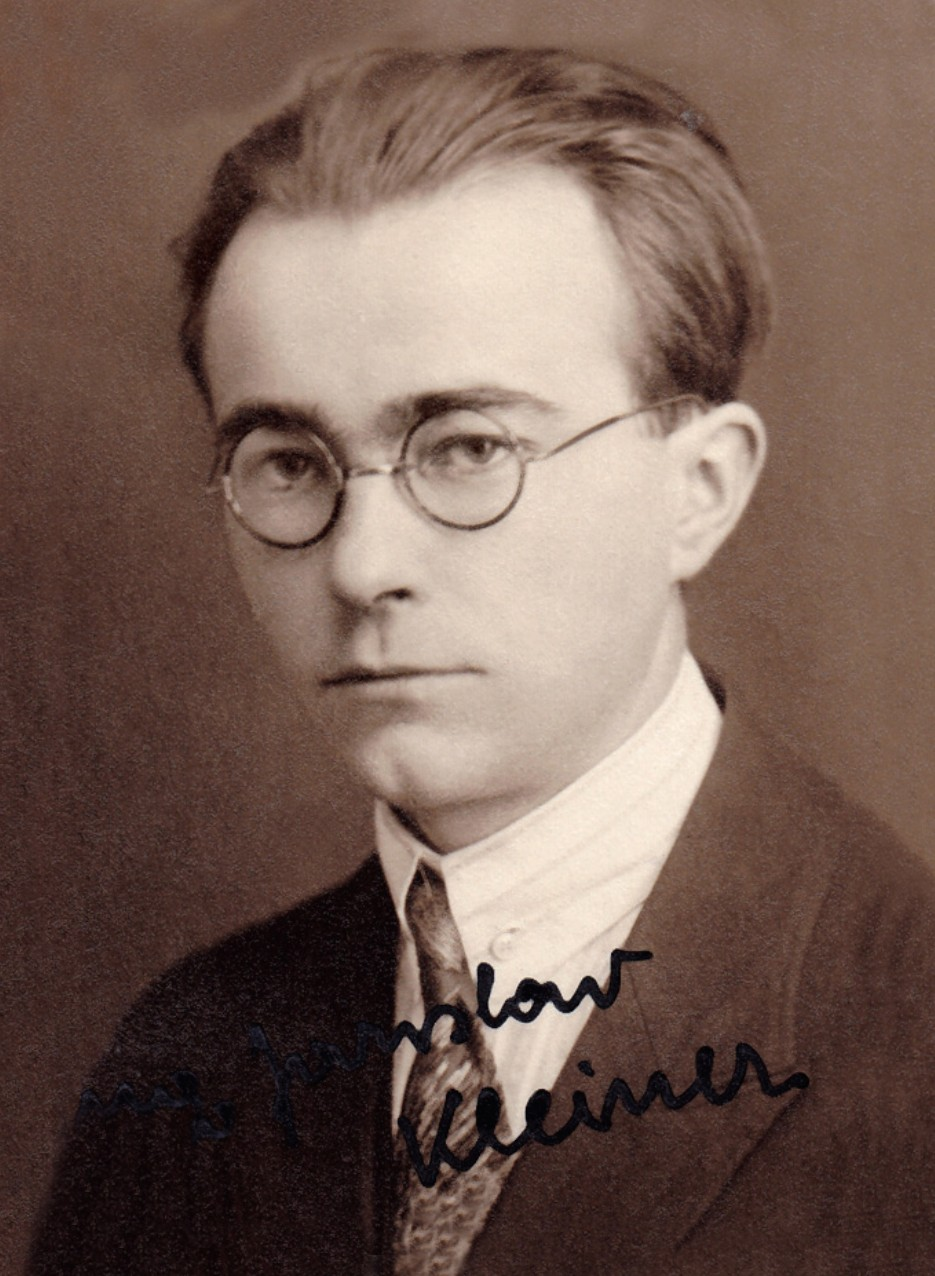
Jaroslav Kleiner
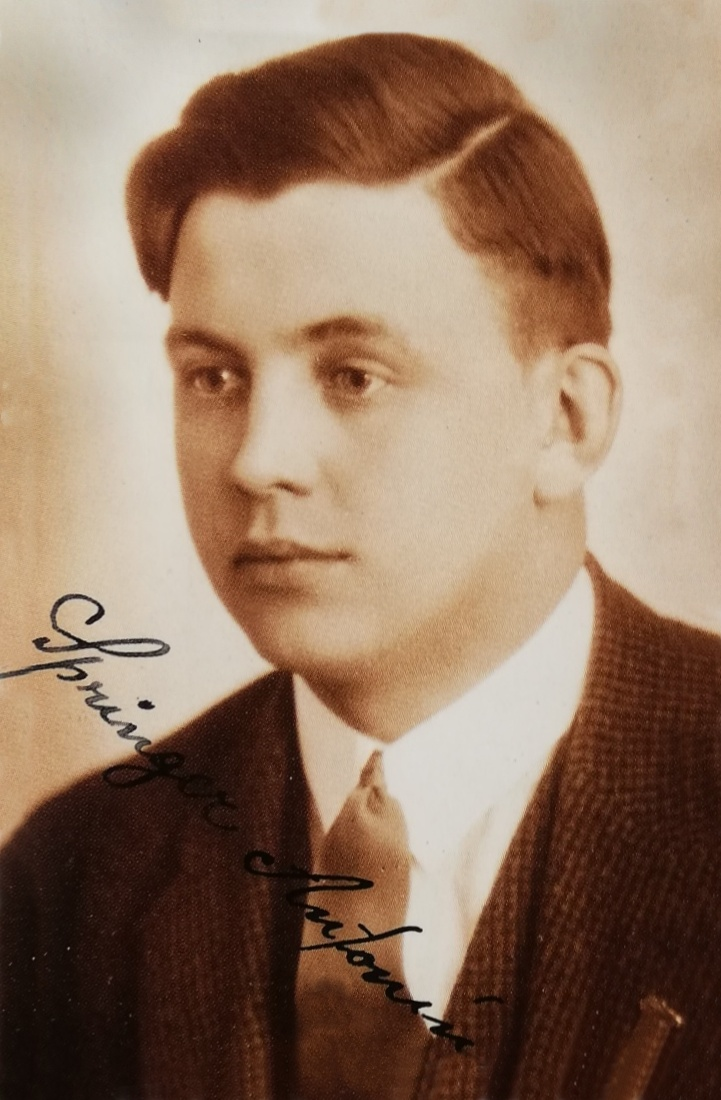
Antonín Springer
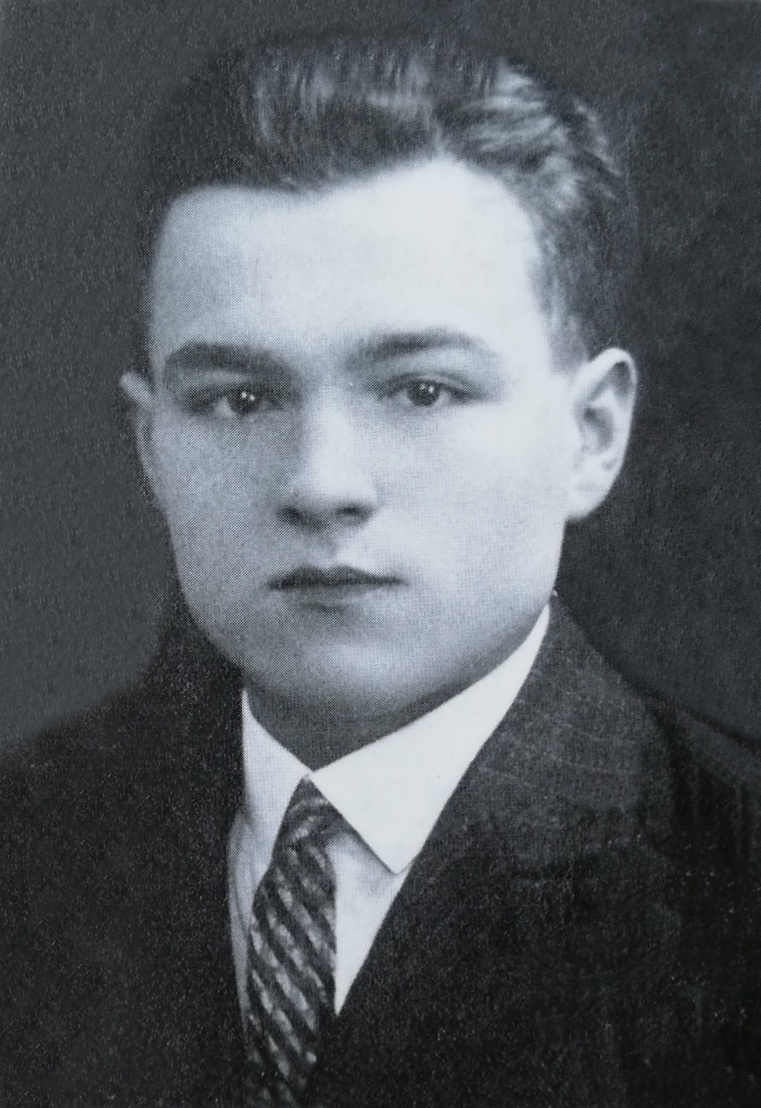
Ludvík Stříbrský
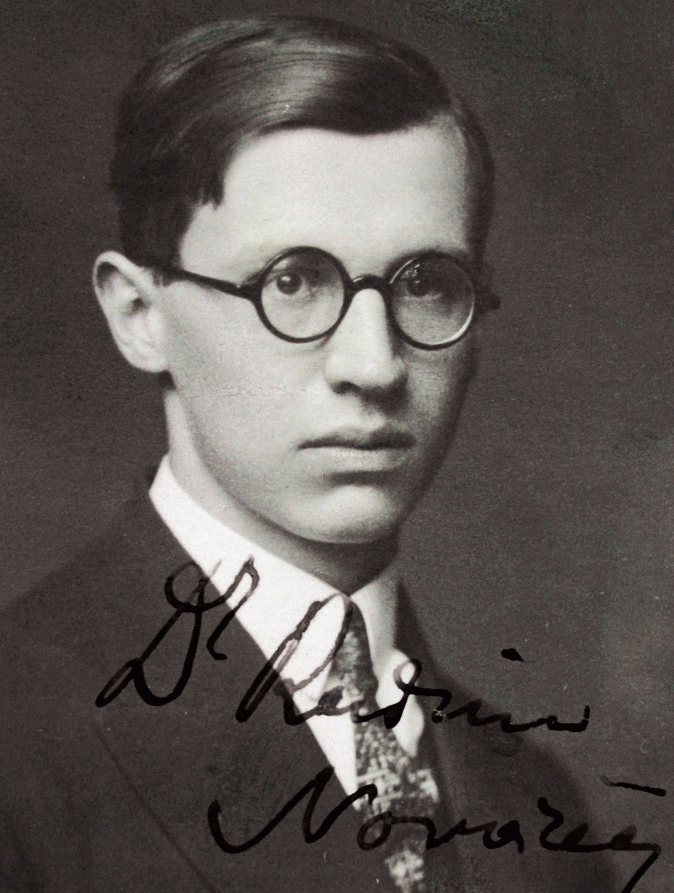
Radim Nováček